# Muzeum Ference Móry
Muzeum Ference Móry (maďarsky Ferenc Móra Múzeum) se nachází v Segedínu v Maďarsku. Sídlí na adrese Roosevelt tér 1-3, na břehu řeky Tisy u Starého mostu.
Muzeum má stálou expozici archeologickou, etnografickou, vědeckou a kromě toho pořádá i různé výstavy tematické. Založeno bylo v roce 1883, kdy město obdrželo darem knihovnu Károlyho Somogyiho z Ostřihomi. Instituce sídlí v novoklasicistní budově, která byla dokončena roku 1896. Na konci 80. let 20. století a v roce 2020 byla zrekonstruována.
Svůj současný název má od roku 1950 a je na počest svého zakladatele. Do té doby byla knihovna součástí instituce, poté byla oddělena a přemístěna do separátní budovy. Kromě uvedené neoklasicistní budovy disponuje ještě několika dalšími objekty, jakými jsou galerie Kass, Černý dům a další.